# Larry Fong
Larry Fong, född i Los Angeles, Kalifornien, är en amerikansk filmfotograf.
Fong är av kinesisk härkomst. Han växte först upp i Hawaii, men flyttade senare med föräldrarna till förorterna i södra Kalifornien. Där upptäckte Fong sitt intresse och talang för konst.